# Frankolinwachteln
Die Frankolinwachteln (Perdicula) sind eine Gattung der Vögel aus der Ordnung der Hühnervögel. Die Verbreitung der vier Arten umfassenden Gattung ist auf den Indischen Subkontinent beschränkt. Frankolinwachteln besiedeln Steppen- und Halbwüstenhabitate in der Ebene und im Hügelland. Während die Manipurwachtel (Perdicula manipurensis) von der IUCN als „gefährdet“ (vulnerable) angesehen wird, sind die übrigen drei Arten nicht im Bestand bedroht (least concern).

## Beschreibung
Frankolinwachteln sind mit einer Körperlänge von 17 bis 20 cm etwa wachtelgroß. Von den recht ähnlichen Arten der Gattung Coturnix unterscheiden sie sich durch den kurzen, recht hohen Schnabel, das etwas borstige Kopfgefieder und den aus zwölf recht steifen Steuerfedern bestehenden Schwanz – bei Coturnix sind es 8–12 weiche Federn. Zudem sind bei zwei Arten (Dschungel- und Madraswachtel) die Läufe mit Sporenhöckern ausgestattet. Die Geschlechter unterscheiden sich im Gefieder und geringfügig in der Größe.

## Arten
- Dschungelwachtel oder Frankolinwachtel  (Perdicula asiatica) – große Teile Indiens, vom Kaschmir südwärts, Sri Lanka
- Madraswachtel (Perdicula argoondah) – westliches Indien
- Buntwachtel oder Indische Rotschnabelwachtel (Perdicula erythrorhyncha) – Westghats und nördliche Ostghats in Indien
- Manipurwachtel (Perdicula manipurensis) – Tiefland des Brahmaputra im nordöstlichen Indien und in Bangladesch